# Coleactina
Coleactina é um género botânico pertencente à família Rubiaceae.